# Park Narodowy Gambeli
Park Narodowy Gambeli (amh. ጋምቤላ ብሔራዊ ፓርክ) - park narodowy w zachodniej Etiopii, w pobliżu granicy z Sudanem Południowym, obejmuje powierzchnię 5061 km². Pierwotnie ochroną objęto tu naturalne habitaty afrykańskich zwierząt, takich jak słonie, lwy, lamparty, żyrafy, bawoły i innych. W ciągu ostatnich dziesięcioleci liczebność tutejszej fauny została jednak znacznie zredukowana ze względu na rosnące zapotrzebowanie miejscowej ludności na tereny uprawne, a także z powodu osiedlania się na tych terenach uchodźców z Sudanu.